# Выборы главы администрации Липецкой области (2019)
Выборы главы администрации Липецкой области состоялись в Липецкой области 8 сентября 2019 года в единый день голосования. Глава администрации избирался сроком на 5 лет. Победу в первом туре одержал временно исполняющий обязанности главы администрации Игорь Артамонов.

## Предшествующие события
Предыдущие выборы главы администрации Липецкой области прошли в 2014 году. На них с результатом 81,83% голосов победил Олег Королёв, руководивший регионом с 1998 года.
2 октября 2018 года Президент Российской Федерации Владимир Путин принял отставку Королёва по собственному желанию. Временно исполняющим обязанности главы администрации назначен Игорь Артамонов.

## Ключевые даты
- 3 июня опубликован расчёт числа подписей депутатов, необходимых для регистрации кандидата[4].
- 6 июня Липецкий областной совет депутатов назначил выборы на 8 сентября 2019 года (единый день голосования)[5].
- 11 июня постановление о назначении выборов было опубликовано.
- с 12 июня по 11 июля — период выдвижения кандидатов[6].
- агитационный период начинается со дня выдвижения кандидата и прекращается за одни сутки до дня голосования.
- с 14 по 24 июля — представление документов для регистрации кандидатов, к заявлениям должны прилагаться листы с подписями муниципальных депутатов[6].
- по 2 августа — проверка и принятие решения о регистрации кандидата либо об отказе в регистрации[6].
- 7 сентября — день тишины.
- 8 сентября — день голосования.

## Выдвижение и регистрация кандидатов
В Липецкой области кандидаты могут выдвигаться только политическими партиями, имеющими право участвовать в выборах.
Каждый кандидат при регистрации должен представить список из трёх человек, один из которых, в случае избрания кандидата, станет представителем правительства региона в Совете Федерации.

### Муниципальный фильтр
В Липецкой области кандидаты должны собрать подписи 6% депутатов представительных органов муниципальных образований и (или) избранных на выборах глав муниципальных образований. Среди них должны быть подписи депутатов представительных органов районов и городских округов и (или) избранных на выборах глав районов и городских округов в количестве 6% от их общего числа. Кроме того, кандидат должен получить подписи не менее чем в трёх четвертях районов и городских округов. По расчёту избиркома, каждый кандидат должен собрать от 163 до 171 подписей депутатов всех уровней и глав муниципальных образований, из которых от 40 до 42 — депутатов представительных органов и (или) глав не менее чем 15 районов и городских округов области.

## Кандидаты
| Кандидат            | Должность (на момент выдвижения)                                                                               | Субъект выдвижения  | Статус                                                           | Кандидаты в Совет Федерации |
| ------------------- | --- | ------------------- | ---------------------------------------------------------------- | --------------------------- |
| Игорь Артамонов     | временно исполняющий обязанности главы администрации Липецкой области                                          | Единая Россия       | зарегистрирован                                                  |                             |
| Андрей Григорьев    | начальник ПОУ «Липецкая объединенная техническая школа ДОСААФ России»                                          | Патриоты России     | зарегистрирован                                                  |                             |
| Вадим Давыдов       | директор ООО «СТД-Девелопмент»                                                                                 | Казачья партия      | отказано в регистрации (не преодолён муниципальный фильтр)       |                             |
| Лариса Ксенофонтова | депутат Липецкого областного совета депутатов, заместитель председателя комитета по социальным вопросам        | Справедливая Россия | зарегистрирована                                                 |                             |
| Андрей Плотников    | генеральный директор ООО «Топаз»                                                                               | Коммунисты России   | зарегистрирован                                                  |                             |
| Сергей Токарев      | второй секретарь комитета Липецкого областного отделения партии, депутат Липецкого областного совета депутатов | КПРФ                | зарегистрирован                                                  |                             |
| Евгений Третьяков   | директор по производству сельскохозяйственной продукции СПК «Суше»                                             | АПР                 | отказано в регистрации (не преодолён муниципальный фильтр)       |                             |
| Олег Хомутинников   | индивидуальный предприниматель, депутат Липецкого областного совета депутатов                                  | ПАРНАС              | отказано в регистрации (не представил документы для регистрации) |                             |
| Александр Шерин     | депутат Государственной думы, первый заместитель председателя Комитета по обороне                              | ЛДПР                | отказано в регистрации (не преодолён муниципальный фильтр)       |                             |

## Результаты
10 сентября Избирательная комиссия Липецкой области подвела окончательные результаты выборов. Главой администрации избран Игорь Артамонов. 13 сентября Артамонов вступил в должность главы администрации и переназначил членом Совета Федерации Олега Королёва.
| Место                                    | Место                                    | Кандидат                                 | Партия выдвижения                        | Голосов | %       |
| ---------------------------------------- | ---------------------------------------- | ---------------------------------------- | ---------------------------------------- | ------- | ------- |
|                                          | 1.                                       | Игорь Артамонов                          | Единая Россия                            | 294 820 | 67,28 % |
|                                          | 2.                                       | Сергей Токарев                           | КПРФ                                     | 87 783  | 20,03 % |
|                                          | 3.                                       | Лариса Ксенофонтова                      | Справедливая Россия                      | 20 171  | 4,60 %  |
|                                          | 4.                                       | Андрей Плотников                         | Коммунисты России                        | 13 960  | 3,19 %  |
|                                          | 5.                                       | Андрей Григорьев                         | Патриоты России                          | 12 592  | 2,87 %  |
|                                          |                                          |                                          |                                          |         |         |
| Действительных бюллетеней                | Действительных бюллетеней                | Действительных бюллетеней                | Действительных бюллетеней                | 429 326 | 97,97 % |
| Недействительных бюллетеней              | Недействительных бюллетеней              | Недействительных бюллетеней              | Недействительных бюллетеней              | 8879    | 2,03 %  |
| Всего                                    | Всего                                    | Всего                                    | Всего                                    | 438 205 | 100 %   |
|                                          |                                          |                                          |                                          |         |         |
| Число бюллетеней, выданных на участке    | Число бюллетеней, выданных на участке    | Число бюллетеней, выданных на участке    | Число бюллетеней, выданных на участке    | 392 876 | 89,64 % |
| Число бюллетеней, выданных вне помещения | Число бюллетеней, выданных вне помещения | Число бюллетеней, выданных вне помещения | Число бюллетеней, выданных вне помещения | 45 384  | 10,36 % |
|                                          |                                          |                                          |                                          |         |         |
| Явка                                     | Явка                                     | Явка                                     | Явка                                     | 438 260 | 47,10 % |
| Число избирателей                        | Число избирателей                        | Число избирателей                        | Число избирателей                        | 930 421 | 100 %   |